# Lorenzana (parroquia)
Lorenzana (llamada oficialmente Santa María de Lourenzá) es una parroquia española del municipio de Lorenzana, en la provincia de Lugo, Galicia.

## Otras denominaciones
La parroquia también es conocida por el nombre de Santa María de Lorenzana.

## Organización territorial
La parroquia está formada por veintiséis entidades de población, constando doce de ellas  en el nomenclátor del Instituto Nacional de Estadística español:

### Entidades de población
Entidades de población que forman parte de la parroquia:
- Arroxo
- Castro (O Castro)
- Cazolga (A Cazolga)
- Chiela (A Chiela)
- Condomiña (A Condomiña)
- Dodelle
- Escourido
- Ferrería (A Ferrería)
- Maderne
- Mogo (O Mogo)
- Painzás*
- Painzás de Abaixo (Painzás de Baixo)
- Painzás de Arriba (Painzás de Riba)
- Pedrón (O Pedrón)
- Pena (A Pena)
- Pousada
- Pumar de Don
- Recemil
- Ribeira (A Ribeira)
- Soutelo
- Souto (O Souto)
- Teixeira (A Teixeira)
- Tilleira (A Telleira)
- Tiagonce
- Villanueva (Vilanova)
- Villapol (Vilapol)

### Despoblado
Despoblado que forma parte de la parroquia:
- San Fiz

## Demografía
| Gráfica de evolución demográfica de Lorenzana entre 2000 y 2020 |
|                                                                 |
| Datos según el nomenclátor publicado por el INE.                |